# FreeSBIE
فری‌اس‌بی‌آی‌ئی (به انگلیسی: FreeSBIE) یک دیسک زنده است که می‌تواند مستقیما از روی سی‌دی و بدون نیاز به نصب بر روی هارد دیسک، در حافظه بارگذاری شده و آماده استفاده شود. این سیستم‌عامل مبتنی بر فری‌بی‌اس‌دی طراحی شده‌است. این سیستم‌عامل در حال حاضر از میزکارهای اکس‌اف‌سی‌ئی و فلوکس‌باکس استفاده می‌کند. نسخه ۱٫۰ این سیستم‌عامل مبتنی بر فری‌بی‌اس‌دی ۵٫۲٫۱ بود و در ۲۷ فوریه سال ۲۰۰۴ عرضه گشت. نام این سیستم‌عامل، یک جور بازی با کلمه frisbee است. بر طبق وب‌سایت دیستروواچ، این پروژه هم‌اکنون در حالت معلق قرار دارد.  هدف این پروژه توسعه دادن ابزارهایی بود که هر کسی به کمک آن‌ها بتواند دیسک زنده مخصوص به خودش را به صورت سفارشی‌شده ایجاد کند. 